# Asthena anseraria
Asthena anseraria là một loài bướm đêm trong họ Geometridae.